# Kylies kök

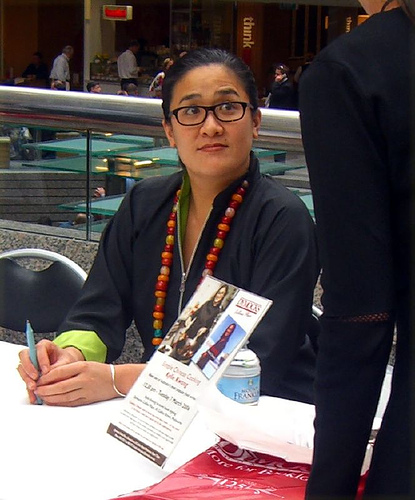
Kylie Kwong på en boksignering 2006.

Kylies kök är ett australiskt matlagningsprogram från 2004. Programledare och kock är Kylie Kwong. Programmet sändes i SVT.